# Cultura LGBT en Brasil
La cultura LGBT en Brasil comprende las diferentes manifestaciones artísticas, sociales y de ocio existentes en el país cuyo enfoque es la diversidad sexual o que incluye la participación de personas LGBT en ellas.

## Cine
Las «Pornochanchadas» fueron películas que se popularizaron en los años 70 y 80, eran comedias eróticas de temática homosexual. Estas películas retrataban a los personajes LGBT como estereotipos, asociándolos con un estatus inferior y dándoles guiones sin vida que mostraban una naturaleza afeminada falsa.
En 1994, se estrenó en Brasil la película Fresa y Chocolate, dirigida por Arnaldo Jabor, que tuvo un impacto significativo en la comunidad LGBT. La historia presenta a un protagonista gay llamado Diego quien comparte una amistad con David, el filme tiene un significado profundo y simbólico de aceptación y comprensión. Algunas reseñas periodísticas interpretaron la relación afectiva entre los personajes principales como una amistad, pero el director buscaba mostrar que dos hombres pueden amarse más allá de eso.
En el cine nacional, según un análisis del profesor de cine Antonio Moreno en películas estrenadas entre 1923 y 1996, el personaje homosexual es representado como un alienado político, con un comportamiento agresivo, a menudo con gestos femeninos exagerados, incapaz de tener una relación monógama, inclinado hacia la soledad y recurriendo a parejas remuneradas. Rara vez es el protagonista, lo que contribuye a fortalecer el estereotipo negativo del homosexual brasileño.

## Literatura

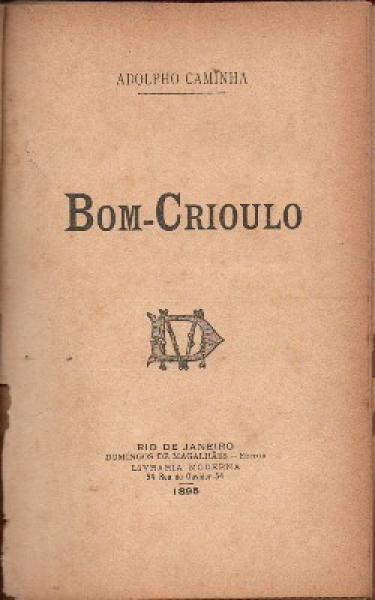
Portada de la primera edición de la novela Bom-Crioulo (1895), considerada la obra iniciadora de la literatura LGBT brasileña.

La literatura LGBT de Brasil tiene una rica tradición que se remonta al siglo XVII, cuando el poeta Gregório de Matos escribió poemas satíricos con referencias homosexuales. Sin embargo, las primeras obras narrativas que abordaron la homosexualidad de manera más directa aparecieron en las décadas de 1870 y 1880 con escritores como Joaquim Manuel de Macedo, Aluísio Azevedo y Raul Pompéia, aunque estas obras a menudo presentaban estereotipos negativos sobre la homosexualidad.
La novela «Bom-Crioulo» (1895) de Adolfo Caminha es considerada la primera novela LGBT de América Latina y marcó un hito en la literatura brasileña al centrarse en una relación entre personas del mismo sexo. A lo largo del siglo XX, la literatura homosexual masculina brasileña a menudo sus personajes homosexuales eran retratados en forma caricaturesca y exótica y representaba roles estereotipados en las relaciones, con un hombre fuerte y masculino y otro más débil y sumiso.
En las primeras décadas del siglo XXI, hubo una normalización y un aumento en la representación de personajes LGBT en la literatura brasileña, con autores que desafiaron los estereotipos existentes. Autores como Natalia Borges Polesso, Victor Heringer, Tobias Carvalho y Cristina Judar han ganado reconocimiento por sus obras LGBT en las últimas décadas.
En cuanto a la poesía, Gregório de Matos fue uno de los primeros poetas en hacer referencias a la homosexualidad en su obra. En el siglo XIX, Álvares de Azevedo escribió poemas que algunos consideran homoeróticos. En el siglo XX, Mário de Andrade también abordó temas homoeróticos en su poesía.
En el siglo XXI, Angelica Freitas se ha destacado como una poeta LGBT importante en Brasil, y autores como Tatiana Nascimento, Rafael João, Luciany Aparecida y otros también han contribuido a la literatura LGBT. La literatura juvenil LGBT también ha ganado popularidad en Brasil en los últimos años, con autores como Vitor Martins, Lucas Rocha y otros que han abordado temas LGBT en sus novelas para jóvenes.

## Museo

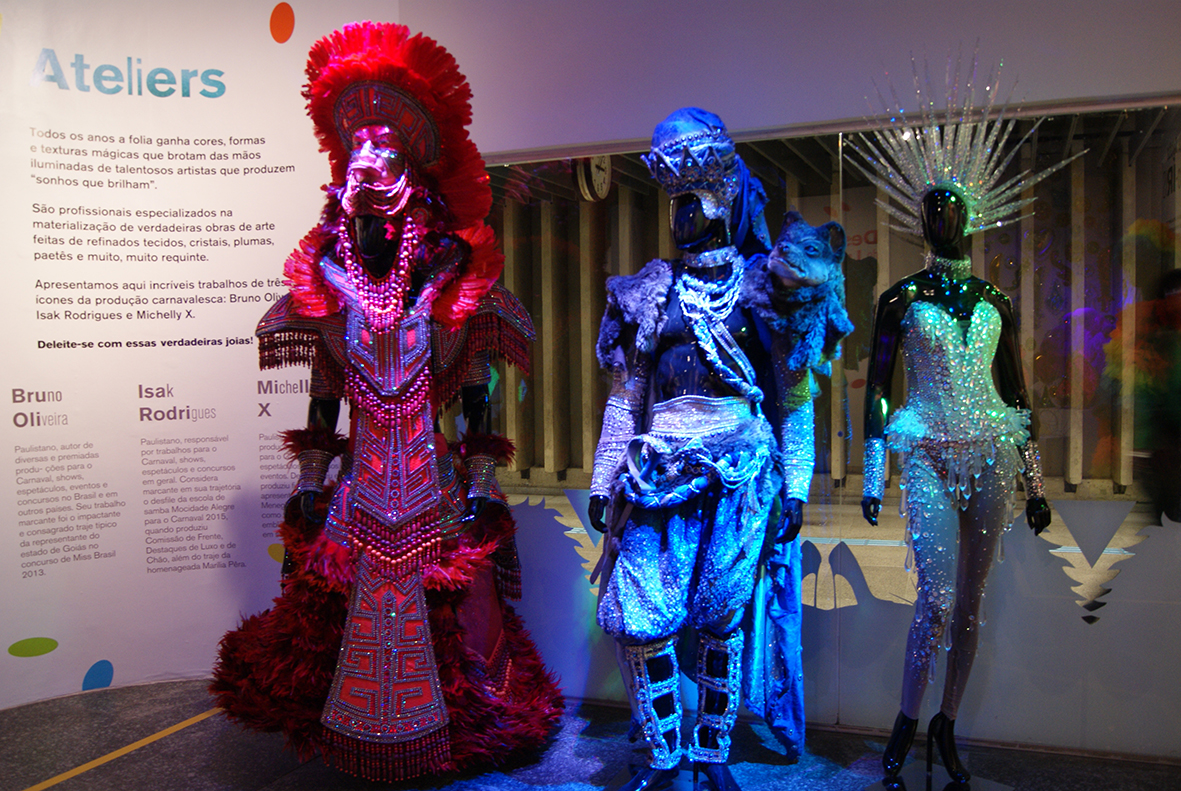
Exposición del Museo de la Diversidad Sexual

El Museo de la Diversidad Sexual (MDS) fundado en mayo de 2012 por la Secretaría de Cultura y Economía Creativa de São Paulo con el fin de promover la cultura LGBT en Brasil, exhibe obras temporales e itinerantes que exploran la diversidad sexual y de género a través de imágenes, fotografías, objetos y videos creados por artistas. Es el primer museo de su tipo en América Latina, centrado en conservar la historia y cultura LGBT, resaltando la relevancia de esta diversidad en la construcción social y cultural de Brasil.
A pesar de enfrentar desafíos, como problemas legales que llevaron a su cierre temporal en 2022, el museo reabrió en septiembre del mismo año y planea expandirse mientras sigue promoviendo la conciencia sobre la importancia de la diversidad sexual y la lucha contra la homofobia. Ubicado en la estación de metro República, el MDS es una entidad sin fines de lucro comprometida en preservar y difundir la herencia social, política y cultural de la comunidad LGBT a través de exposiciones dinámicas que abarcan varios temas.

## Música

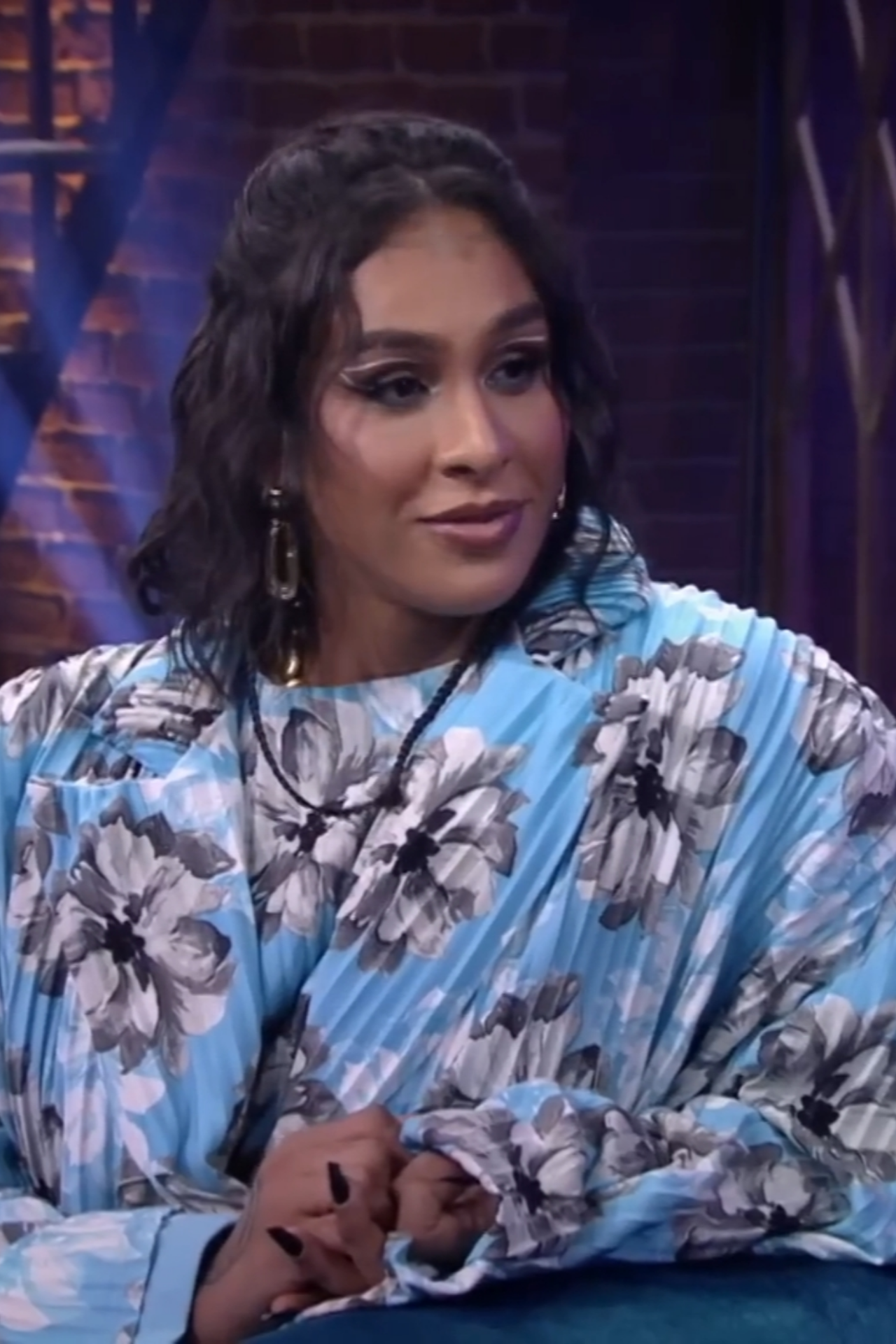
Linn da Quebrada en Lady Night en 2022

En la década de 1970, Ney Matogrosso emerge como figura musical influyente en Brasil al desafiar convenciones de género y restricciones sociales durante la dictadura militar. Su papel en la banda de rock Secos & Molhados, fundada en 1971, impulsa una revolución musical y sexual en el país, destacando su distintiva voz de contratenor y estilo provocador como ícono disruptivo de las normas musicales. La banda, mediante música y actuaciones, presenta una estética andrógina y teatral, desafiando cánones de género y nociones tradicionales de sexualidad.
La música popular en Brasil ha sido un medio fundamental para la construcción de identidades y la transformación social, desafiando normas y generando cambios a lo largo de la historia. A partir de mediados de la década de 2010, se produjo un notable surgimiento de artistas que se autoidentificaban como LGBT+, incluyendo artistas musicales como Liniker, Pabllo Vittar y Linn da Quebrada las cuales han desafiado las convenciones de género y sexualidad, utilizando su música como herramienta de resistencia y empoderamiento. El surgimiento de la escena musical LGBT+ en Brasil y su impacto en la cultura y sociedad, fue sembrado por medio de artistas que han ocupado espacios mediáticos y artísticos para desafiar narrativas tradicionales y promover la diversidad.
Los artistas LGBT+ de Brasil han trascendido la mera representación, adoptando activamente roles en la escena musical y mediática, donde sus actuaciones y creaciones desafían las normas establecidas de género y sexualidad, y dan voz a experiencias de violencia y discriminación. Aunque esta visibilidad ha llevado a una mayor conciencia y aceptación en la sociedad, también ha desencadenado reacciones negativas de sectores conservadores.

## Teatro
En el 2018, en un contexto político brasileño marcado por la ascendente homofobia y discriminación promovida por el entonces candidato a presidente Jair Bolsonaro, el artista argentino Ezequiel Barrios se vio impedido de presentar su obra de danza teatro Puto en la Universidad Federal de Pernambuco debido a preocupaciones por su seguridad en medio de un clima de hostilidad social. A pesar de la decisión, Barrios expresó su deseo de realizar la obra como un acto de resistencia contra la hostilidad reinante, la cual aborda el conflicto de un homosexual que lucha por aceptarse en una sociedad que impone normas restrictivas.
En un estudio realizado en 2019 que aborda el turismo durante la Parada del Orgullo LGBT en São Paulo, enfocándose en los espectáculos teatrales como atracción cultural, se examinaron obras LGBT presentadas en 2017 y 2018, encontrando una orientación hacia hombres homosexuales y escasa representación de otras identidades de género. Los espacios culturales estaban bien situados para los turistas, cerca de la Avenida Paulista y en el «gueto LGBT». El mismo subraya la importancia de los espectáculos para la promoción de la cultura LGBT y el turismo local, pero critica la falta de diversidad en la representación teatral, sugiriendo implicaciones de mercado y machismo.

## Televisión
Durante el mandato de Jair Bolsonaro en Brasil, se implementó una polémica decisión de retirar el financiamiento público para series de televisión LGBT, lo que desató un intenso debate nacional e internacional y fue percibida como censura por muchos. La medida afectó directamente a cuatro producciones finalistas del concurso público "RDE/FSA PRODAV", dedicado a la diversidad de género y sexualidad. Henrique Pires, entonces secretario de Cultura, renunció en protesta por lo que consideró una violación de la libertad de expresión. Bolsonaro defendió su posición alegando que no se trataba de censura, sino de no invertir recursos públicos en temas sexuales.

## Transformismo
En el período colonial existió un caso muy documentado sobre un fachono, equivalente a las drag queen modernas llamado Luiz Delgado, un hombre casado con hijos, quien había enfrentado juicios y torturas por sodomía en su lugar de origen, Évora, pero no fue ejecutado debido a la falta de pruebas contundentes. A mediados de la década de 1670, llegó a Brasil, donde los rumores sobre su orientación sexual lo persiguieron. En 1689, fue detenido y enviado a Lisboa, su octava detención, y pasó tres años en la cárcel de la Inquisición, donde fue torturado dos veces, algo inusual en los procesos inquisitoriales por sodomía portugueses. Finalmente, fue condenado a prisión en Angola.

## Turismo

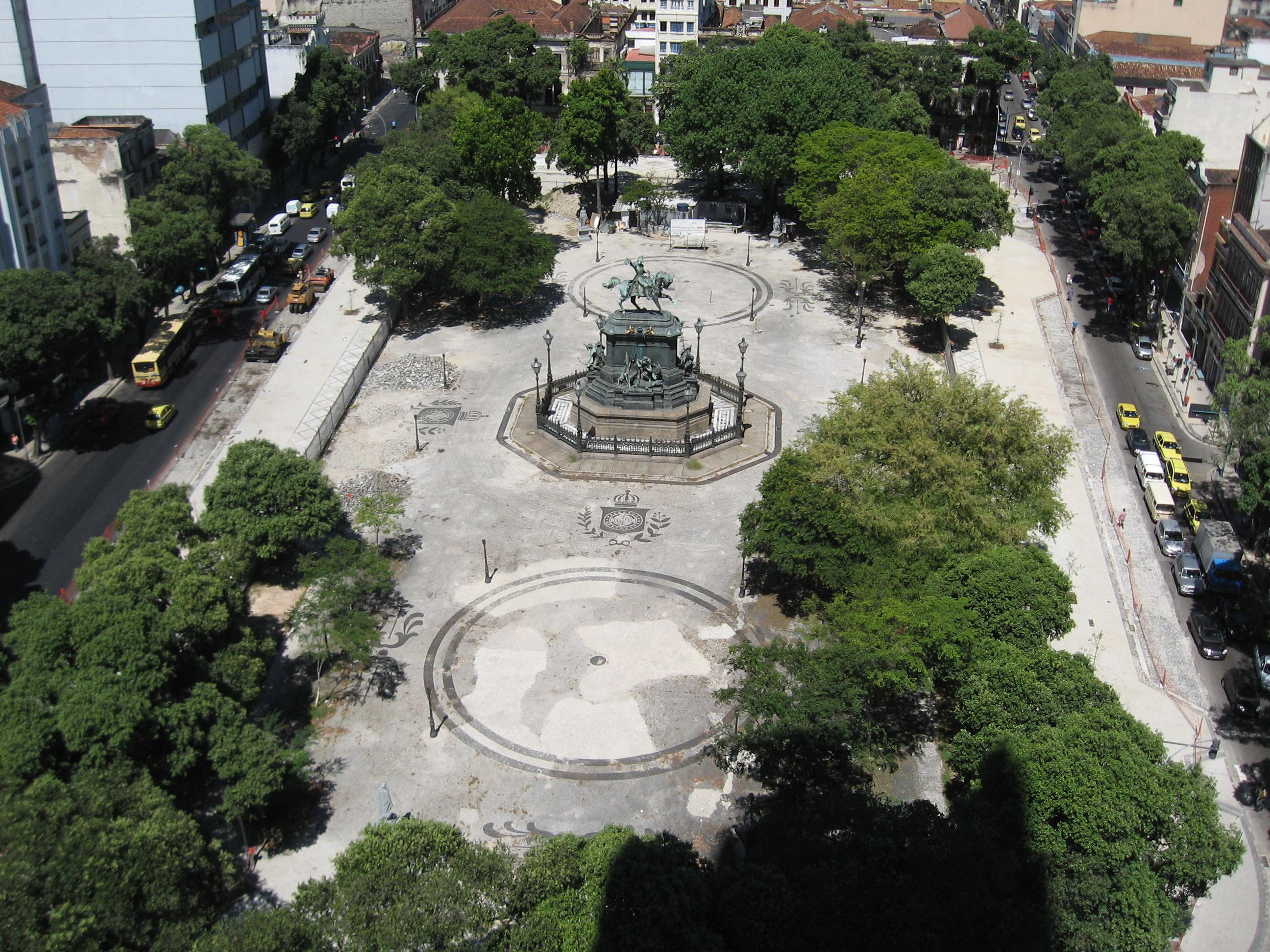
Vista aérea de la Plaza Tiradentes. En su centro la estatua del emperador de Brasil, Pedro I.

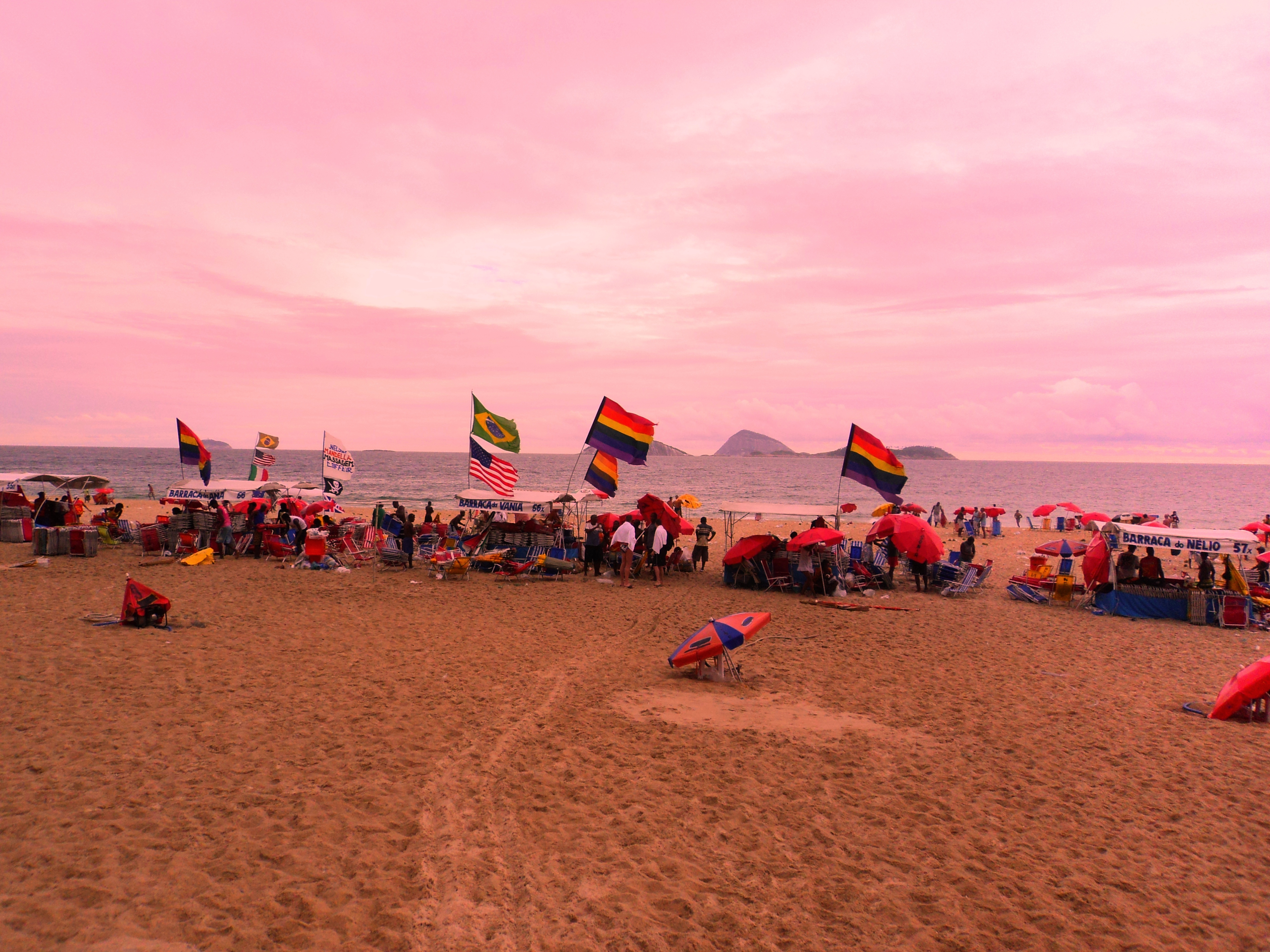
Área LGBT en la Playa de Ipanema, Río de Janeiro

El turismo LGBT en Brasil es una forma de turismo dirigida a personas lesbianas, gays, bisexuales y transgénero que viajan al país. Río de Janeiro se destaca como uno de los principales destinos LGBT, considerado el mejor destino, la ciudad gay más sexy del mundo y por tener la mejor playa gay. Aproximadamente el 26% de los visitantes en ciudades como São Paulo, Río de Janeiro, Florianópolis, Salvador y Fortaleza son LGBT. Brasil cuenta con más de 6000 hoteles y alojamientos gay-friendly, que generan millones en ingresos. La Marcha del Orgullo LGBT de São Paulo atrae a miles de turistas LGBT, inyectando alrededor de 70 millones de dólares en la economía brasileña y es considerada como la mejor marcha gay del mundo. El turismo LGBT es una prioridad para empresas turísticas y hoteleras, y acuerdos han sido firmados para fomentar su crecimiento y apoyar la oferta de destinos para este público. En 2010, los turistas LGBT residentes en Argentina, México y Brasil gastaron significativamente en viajes de placer en un total de 4 mil millones de dólares, 8 mil millones y 20 mil millones respectivamente. La mayoría de los turistas LGBT extranjeros en Brasil son ciudadanos estadounidenses, británicos, alemanes, franceses y holandeses.

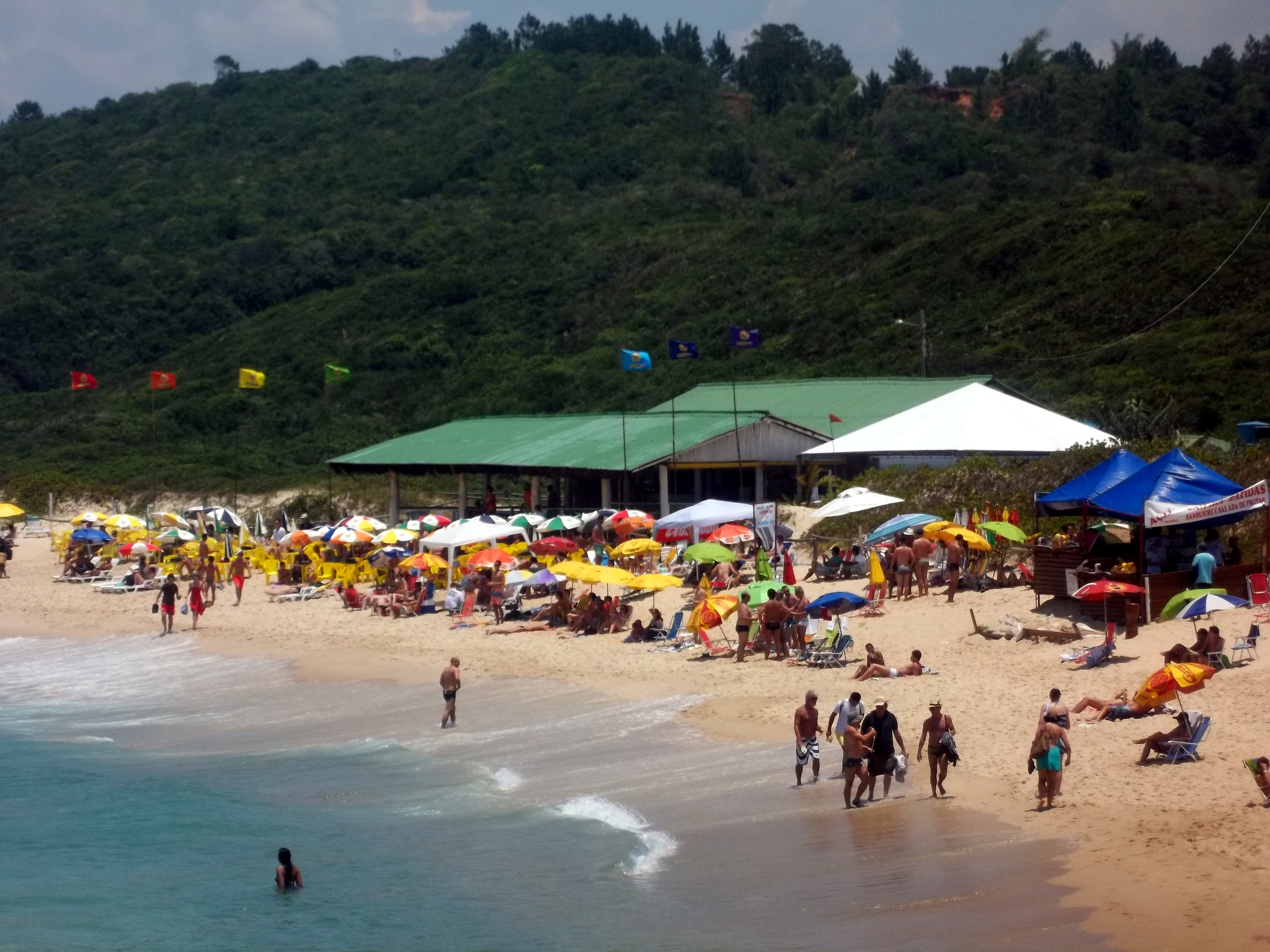
Praia Mole de Florianopolis en 2012

Desde finales del siglo XIX, la Plaza Tiradentes de Río de Janeiro se destacó como un enérgico centro cultural con una afluencia notable de personas, especialmente del colectivo LGBT. En sus alrededores, se encontraban al menos media docena de cines, teatros y numerosos bares, cabarets y salones de música que proporcionaban empleo a personas gays como actores, bailarines, cantantes, camareros y personal de servicio. El Café Criterium, situado frente al parque, se convirtió en un lugar de reunión preferido para ellos.
La playa Mole en Florianópolis, se ha convertido en un popular punto de encuentro diurno para la comunidad LGBT. El Bar do Deca, ubicado en el extremo norte de la playa, sirve como un lugar de reunión importante. Florianópolis ha emergido como un destino gay-friendly en Brasil, rivalizando con Río de Janeiro en términos de turismo homosexual. Un evento destacado es el carnaval gay, que atrae a miles de personas durante diez días. Desde 2008, The Week International, una de las discotecas gay más grandes de Sudamérica, organiza fiestas de Réveillon (año nuevo) y el carnaval gay en el Praia Mole Hotel.

## Religión
Brasil es un estado laico, en el que existe una separación entre la iglesia y el estado. La religión más seguida en el país es el catolicismo.

### Catolicismo y protestantismo

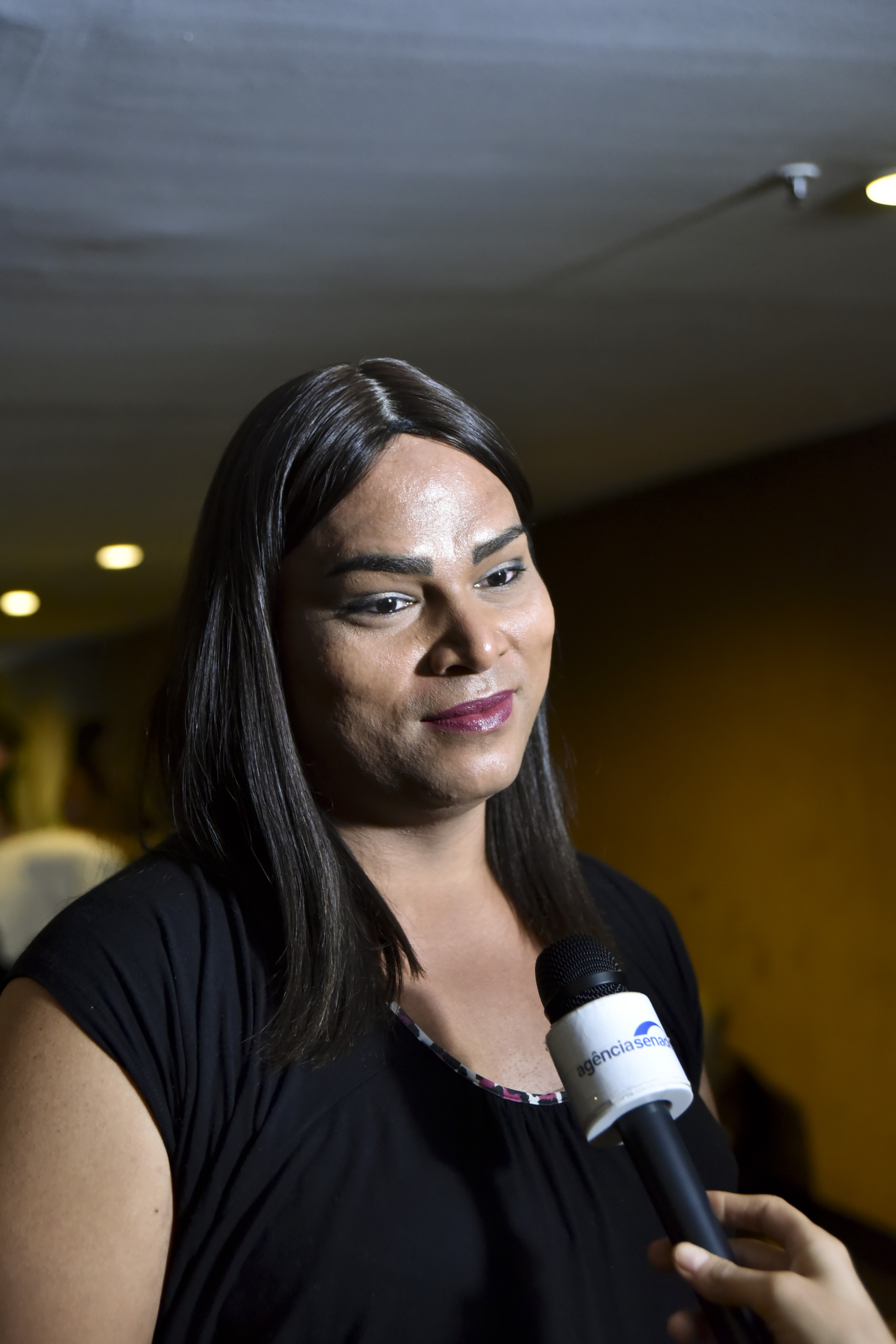
Alexya Salvador, reconocida reverenda de la Iglesia de la Comunidad Metropolitana

La Iglesia Católica enseña que los actos homosexuales son considerados trastornados e pecaminosos, y algunos obispos más progresistas en Brasil tienen reparos para divulgar sesto públicamente. Muchas iglesias protestantes mantienen la misma posición básica que la Iglesia Católica. En las denominaciones protestantes liberales principales, hay un esfuerzo por evitar la homofobia como en la Iglesia Evangélica de Confesión Luterana.
Aunque la mayoría de las iglesias conservadoras guardan silencio sobre el tema, Brasil ha visto el crecimiento de iglesias que acogen a personas LGBT, como la Iglesia de la Comunidad Metropolitana, una denominación originada en Estados Unidos. Aparte de las personas religiosas, la desaprobación moral de la homosexualidad ha sido poco común debido a las presiones sociales que condenan el prejuicio y la homofobia.
Entre los evangélicos, hay algunas campañas para acercarse a hombres y mujeres homosexuales. El Movimento pela Sexualidade Sadia (Movimiento Social por una Sexualidad Saludable), un grupo evangélico dirigido por un ex homosexual, lidera esfuerzos para evangelizar en desfiles de orgullo gay, hablando sobre el cristianismo a los participantes y entregando folletos con testimonios de «ex gays» y «ex lesbianas».
En junio de 2018, la Sínodo General de la Iglesia Episcopal Anglicana de Brasil votó para cambiar su canon matrimonial y permitir que las parejas del mismo sexo pudieran casarse.

### Candomblé

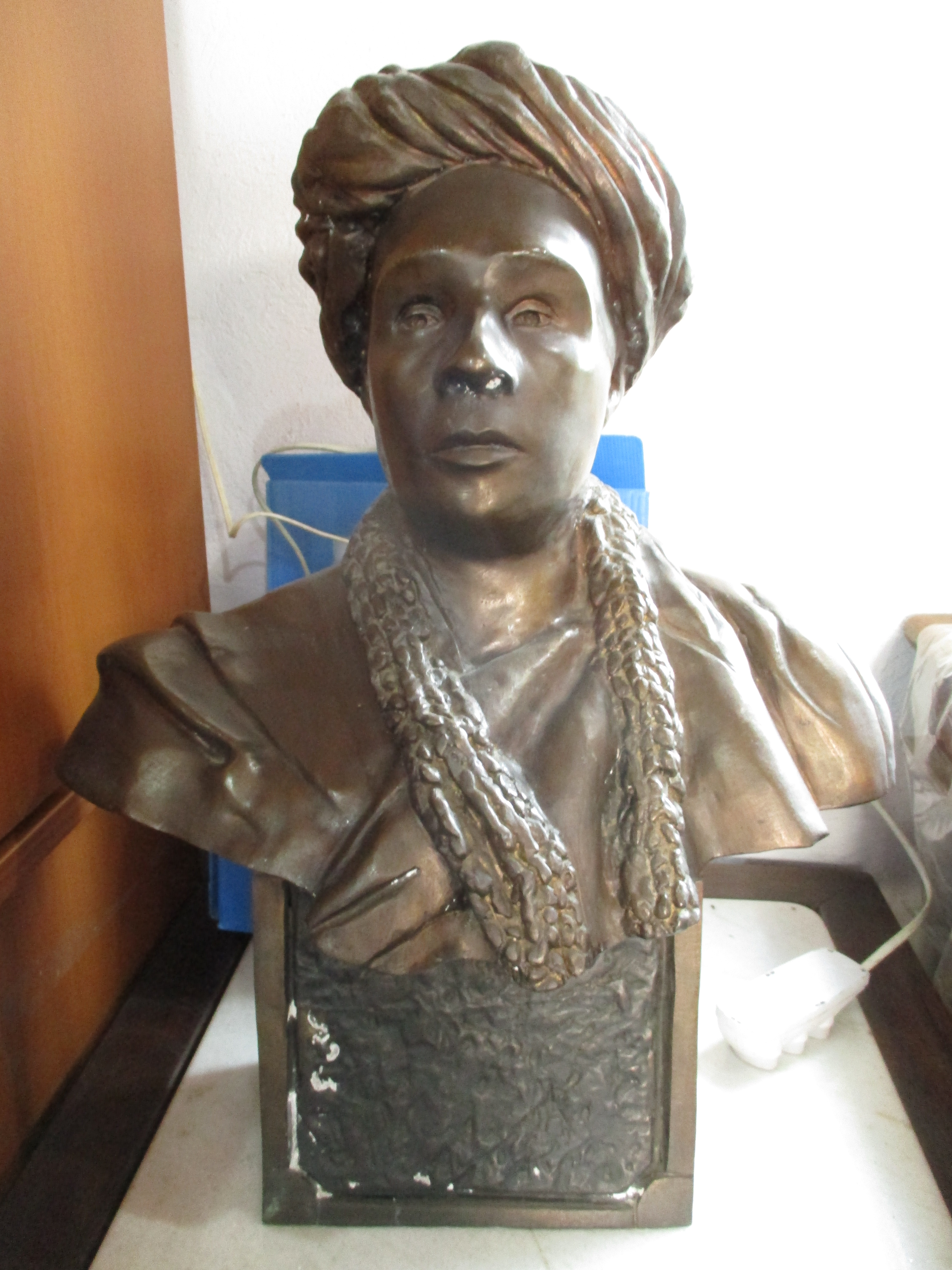
Busto del santo pai Joãozinho de Goméia, reconocido por su homosexualidad abierta, un hito en el Candomblé

Puede haber un factor religioso en la homosexualidad brasileña. Una minoría de la población brasileña practica el Candomblé y otras religiones afrobrasileñas (similar a la Santería), donde la homosexualidad es comúnmente aceptada. Para hacer una comparación, hay alrededor de 19,000 parroquias católicas reconocidas en Brasil. Se estima que solamente en Río de Janeiro existen unos 12,000 templos informales de Candomblé. En el Candomblé, muchos sacerdotes y sacerdotisas son homosexuales, incluida la celebridad, sacerdote y artista multifacético Joãozinho de Goméia, considerado pai santo. Luiz Mott, líder del movimiento LGBT en Brasil, es un firme seguidor del Candomblé. Muchos brasileños famosos recurren a las religiones afrobrasileñas en busca de milagros para resolver problemas personales o familiares. Incluso el expresidente Fernando Henrique Cardoso, a pesar de ser ateo, mostró simpatía y visitó en ocasiones rituales de Candomblé.
Se ha comprobado que el Candomblé es más tolerante hacia la diversidad sexual y de género que la sociedad brasileña en general. Aunque muchos sacerdotes varones en esta religión han sido heterosexuales, existe un estereotipo generalizado de que los practicantes masculinos del Candomblé son homosexuales. Hombres homosexuales han descrito la religión como un ambiente más acogedor que las formas de cristianismo practicadas en Brasil. Han citado, por ejemplo, historias de relaciones entre orixás masculinos, como Oxôssi y Ossain, como una confirmación de la atracción entre personas del mismo sexo.

### Otros cultos
Otra minoría de la población LGBT brasileña sigue grupos paganos alternativos, como la Wicca, donde también se acepta a las personas del colectivo LGBT.